# Гилпин, Энди
Эндрю Кроули Гилпин (англ. Andrew Crowley Gilpin, 30 сентября 1920, Монреаль, Канада — 1 марта 2014, Лондон, Онтарио, Канада) — канадский хоккеист, чемпион Олимпийских игр в Санкт-Морице (1948).

## Спортивная карьера
Выступал за клуб Ottawa RCAF Flyers, который стал основой для сборной Канады, выигравшей в 1948 г. олимпийский хоккейный турнир в Санкт-Морице. Однако согласно правилам турнира в играх можно было задействовать не более двенадцати игроков и спортсмен остался в резерве. Тем не менее в качестве члена команды он получил олимпийское золото.
После Олимпиады принял участие в большом европейском турне Ottawa RCAF Flyers, в котором канадцы победили в 31 из 42 игр. По возвращении в Канаду, в сезоне 1948/49 выступал за RCAF Flyers в Старшей мужской лиге Уайтхорса.